# Mientras maduran las naranjas
Mientras maduran las naranjas (Während die Orangen reifen) ist ein 2009 erschienener Jugendroman der kanarischen Autorin Cecilia Domínguez Luis, der sich mit dem Spanischen Bürgerkrieg aus der Sicht eines heranwachsenden Mädchens beschäftigt.

## Inhalt

### Handlung
Die Erzählung erstreckt sich über einen Zeitraum von etwa 13 Jahren und beginnt mit der Geburt der Ich-Erzählerin, die auf den ersten Seiten des Romans ihre frühesten Kindheitserinnerungen zu rekonstruieren versucht. In weiterer Folge wird dem Leser ein tagebuchartiger Einblick in das Leben der Protagonistin gewährt, wobei Alltagsgeschehnisse sowohl als Rahmen als auch als Mittler der historischen Ereignisse fungieren. Die Ich-Erzählerin Sara, die auch Hauptfigur des Romans ist, wird zehn Jahre vor dem Beginn des spanischen Bürgerkriegs auf Teneriffa geboren. Die folgenden Jahre bis zum Ende dieser tragischen historischen Periode lässt sie in Mientras maduran las naranjas Revue passieren. Dabei wird schnell deutlich, dass insbesondere die Beziehung zur Mutter und zur älteren Schwester prägend für ihre Entwicklung sind. Daneben sind es überwiegend Ereignisse als Folge des Bürgerkriegs, die Einfluss auf Sara ausüben. So erlebt sie die Inhaftierung ihrer Verwandten, die demütigende Behandlung anderer Dorfbewohner, das heimliche Hören verbotener Radiosender oder auch das radikale Eingreifen der Polizei.

### Personen
Die Hauptfigur des Romans ist die Ich-Erzählerin Sara, die im Laufe der Handlung vom Kind zur Jugendlichen heranwächst. Weitere wichtige Figuren in Mientras maduran las naranjas sind zudem Saras große Schwester Lupe sowie ihre Mutter Julia. Diese drei Personen stehen im Mittelpunkt der Handlung. Als Nebenfiguren treten vor allem Saras Verwandte in Erscheinung. Zu erwähnen sind hier Saras vier Onkel Daniel, Nicolás, Juan und Ernesto sowie die Tanten Isabel und Amalia. Daneben werden im Roman Freunde von Sara und Lupe sowie einige Dorfbewohner jeweils kurz erwähnt.

### Thematik
Thematisch lassen sich im Roman der kanarischen Autorin zwei Schwerpunkte feststellen. Einerseits arbeitet Cecilia Domínguez Luis mit ihrem Werk die Ereignisse zur Zeit des spanischen Bürgerkriegs auf, insbesondere auf den kanarischen Inseln. Andererseits steht das Heranwachsen und Erwachsenwerden der Protagonistin im Mittelpunkt, wie bereits der Titel des Romans in metaphorischer Form verdeutlicht. Der Roman verknüpft somit gekonnt die individuelle menschliche Entwicklung mit gesellschaftlicher Vergangenheitsbewältigung.

## Form
Prägnant ist vor allem die Erzählweise des Romans, die von den Gedankengängen und der Perspektive eines heranwachsenden kleinen Mädchens bestimmt wird. Die Protagonistin schildert ihren Alltag als Kind. Dabei kommentiert und analysiert sie die Geschehnisse nach den Gesichtspunkten ihrer Kinderwelt. Die begrenzte Wahrnehmung der Kindheitsperspektive fungiert als eine Art Filter und vermittelt dennoch die harsche Realität der damaligen Zeit. Schon am Beginn des Romans wird deutlich, dass die Ich-Erzählerin inzwischen älter geworden ist. Sie lässt die Ereignisse daher in der Erinnerung wieder aufleben. Bemerkenswert daran ist, dass sie nicht versucht das Geschehene im Nachhinein in ihrer gereiften Gedankenwelt zu ordnen und zu analysieren. Die Wahrnehmung der Ereignisse ist daher von kindlicher Naivität bestimmt und dennoch – oder gerade deshalb – verleiht dies der Erzählung eine besondere Intensität.

### Textausgabe
- Cecilia Domínguez Luis: Mientras maduran las naranjas. Cam-PDS Editores SL, Las Palmas de Gran Canaria 2009, ISBN 978-84-937234-2-2.

### Sekundärliteratur
- Daniel Duque: Una invitación a la memoria. In: Cuadernos del Ateneo de La Laguna, Bd. 29 (Juni 2011), S. 122–130, Archivierte Kopie (Memento vom 10. Juli 2013 im Internet Archive).

## Weblink
- Website von Cecilia Domínguez Luis (spanisch)